# 海尔布隆联盟
海爾布隆联盟（德語：Heilbronner Bund）於1633年4月23日在三十年戰爭期間在海爾布隆帝国自由市成立。它在瑞典的領導下，匯集了德國西部和北部的各個新教國家。它得到了薩克森和勃蘭登堡-普魯士的支持，儘管它們不是联盟的成員。
它於1632年11月在瑞典的古斯塔夫·阿道夫在呂岑去世後成立，由瑞典領導，法國提供財政支持。儘管優先事項和目標相互衝突，但同盟在1634年11月在讷德林根失敗之前取得了相當大的成功。
這為皇室斐迪南二世提供了與他的新教對手談判的機會。布拉格和約在很大程度上結束了神聖羅馬帝國成員之間的衝突，同盟也解散了。然而，德國的戰鬥一直持續到1648年，其中大部分是由包括法國、瑞典、荷蘭共和國和西班牙在內的外國勢力推動的。